# Erigorgus sonorensis
Erigorgus sonorensis là một loài tò vò trong họ Ichneumonidae.